# 卡利克拉提斯 (亚该亚)
卡利克拉提斯（Callicrates of Leontium）亲罗马的亚该亚政治家，反对吕克尔塔斯（波利比阿之父）的政见。公元前179年出任亚该亚同盟将军。